# 生酛
生酛（きもと）とは、日本酒の製法用語の一つで、現存する酒造りの技法の中でもっとも伝統的な造り方である。たいへんな労働を必要とするため、しだいに工程を省略する手法が探究され、明治時代に山廃酛（やまはいもと）が、ついで速醸酛（そくじょうもと）が考案された。一時期、生酛造りはほとんど行なわれなくなったが、近年の伝統再評価の流れの中でふたたび脚光を浴びつつある。

## 背景と特徴
日本酒は、醪を仕込む前に、まず「酛」と呼ばれる酒母で酵母を培養する。そのとき培養をしているタンクの上蓋を開けたまま行なわざるをえないので、どうしても空気中から雑菌や野生酵母が混入してくる。そのため、それらを駆逐する目的で乳酸が加えられる。
このときに、あらかじめ別に作っておいた乳酸を加えるのでなく、もともとその蔵や自然のなかに生息している天然の乳酸菌を取り込んで、それが生成する乳酸で雑菌や野生酵母を死滅・失活させるのが、生酛系（きもとけい）の酒母の造り方の基本的な特徴である。
酒母造りは大きく分けて生酛系と速醸系に、さらに生酛系の酒母は、生酛と山廃酛に分けられる。

## 生酛造りの概要
生酛系の酒母造りは、長い歳月のあいだに日本人が自然界の法則を巧みに利用して完成させてきた、以下のような酵母の純粋培養技術である。
生酛系の酒母の中では、じつに多様な菌が次々に活動して生存競争を繰り広げる。どのようなライバルの菌がタンクの中に同居しているか、また生育環境のpHはどれほどか、などによってそれぞれの菌の最適な生存環境が異なるため、菌たちの勢力の序列は刻々と推移するのである。
初めは硝酸還元菌、野生酵母、産膜酵母が隆盛を極めるが、酒母造りの5日目ごろを境にそれらは乳酸菌によって駆逐され急減していく。
一口に乳酸菌といっても多様な種類があり、大きく球型と稈型に分けられるが、12日目ごろは球型乳酸菌が、15日目ごろには稈型乳酸菌が隆盛のピークを迎える。しかしそれぞれのピーク後は、それらもやがて自らの生成した酸によって死滅していく。
このころに酒母は乳酸をたっぷり含んだヨーグルトのような状態となっており、もはや雑菌や野生酵母が入り込める余地はない。それを見極めると杜氏は、乳酸に強い清酒酵母（本来は蔵に棲みついている「蔵つき酵母」「家つき酵母」）を投入し、じわじわと増殖・培養させていくのである。
このように投入された清酒酵母の中でも、生命力の弱いものは途中で淘汰されていく。生存競争を生き抜いた強健な酵母だけをじっくりと育て、またその年の気候や酒米の状態などを考慮し、最適と思われる系統だけ選抜育成して醪の醗酵に用いることになる。

## 製成酒の特長
生酛においては、菌や酵母の生存競争が長い時間をかけて行なわれるぶん、生き残った酵母の生命力が強い。そのため、吟醸造りの低温環境においても、最後までしっかりと味を出しきる。
また醗酵中、あるいはその末期（醪末期）の死滅率は、他の方法で培養された酵母より低い。それゆえ死滅した酵母から溶け出す余分なアミノ酸も少なくなるので、結果的に生酛系の酒は肌理（きめ）が細かく、まったりとした吟味を出し、熟成させても腰が崩れない酒になる。
酒中で生成される酸もじつに多様で、健全醗酵によって生成された酸はきれいな旨味の素となるが、不健全醗酵によって生成された酸は不快な酸味、苦味、エグ味の原因となる。生酛造りが失敗すると、醪の中にこのようなまずい酸が多くなり、鼠渡り（ねずみわたり）と呼ばれる腐造寸前の出来上がりとなることも多い。

## 生酛と山卸
山卸（やまおろし）とは、生酛造りの工程の一部で、半切桶（はんぎりおけ）に仕込んだ酒母に荒櫂（あらがい）を入れて摺る作業のことである。この作業は、麹の酵素の作用で蒸米のデンプンが糖化するのを助け、濃醇でキレの良い酒を作る目的で行なわれる。
しかし、昔から「櫂でつぶすな、麹で溶かせ」と言われるように非常にデリケートな力加減を要する高度な技で、しかも寒い冬の深夜に一晩中、丹念に櫂を入れ続けなければならない重労働であったので、昔から蔵人たちに敬遠されてきた。
そのため、この山卸の作業を省略することを前提とする山卸廃止酛（山廃酛）が、1909年（明治42年）に国立醸造試験所で開発された。今日、「山廃づくり」として知られる技法の基礎である。

## 生酛・山廃・速醸酛の関係
生酛から山卸だけ省略すれば自然と山廃酛になるのではない。
山卸を省略すれば、それに付随して他の工程のさまざまな細かい点が変わってくる。
現在一般に流布している次のような足し算引き算のような関係は、ほとんど正しいとはいえない。
- 生酛から山卸を省けば山廃、山廃を効率化すれば速醸酛の純米酒、純米酒にアルコールを添加すれば三増酒。
- アルコール添加をしなければ純米酒、純米酒に乳酸を添加しなければ山廃、山廃に山卸を足せば生酛。